# Graveyard of Honor
Graveyard of Honor (jap. 仁義の墓場, Jingi no hakaba, dt. „Friedhof der Yakuza-Regeln“) ist ein japanischer Gangster- bzw. Yakuzafilm der Tōei von Regisseur Kinji Fukasaku aus dem Jahr 1975. Das Drehbuch zum Film stammt von den Autoren Tatsuhiko Kamoi, Hirō Matsuda sowie Fumio Konami und basiert auf zwei Novellen von Gorō Fujita. Der Film schildert in semi-dokumentarischen Episoden – mit Fotos aus dem Leben des Protagonisten werden Details aus seiner schwierigen Jugend erzählt – den Aufstieg und den späteren Fall des Yakuzas Rikio Ishikawa. 
Die Produktion wurde erstmals am 15. Februar 1975 in Japan veröffentlicht. Die deutsche DVD-Erstveröffentlichung erfolgte am 23. August 2004 in Originalsprache mit deutschen Untertiteln.
Im Jahr 2002 entstand unter der Regie von Takashi Miike mit Takashi Miikes Graveyard of Honor (新・仁義の墓場, shin jingi no hakaba) ein Remake des Werkes.

## Handlung

### Prolog
Der 1924 in der Präfektur Ibaraki geborene Rikio Ishikawa verliert in jungen Jahren seine Mutter. Als Jugendlicher ist der gute und intelligente Schüler bereits beseelt von dem Gedanken ein Yakuza zu werden. Er neigt frühzeitig zur äußersten Gewaltanwendung, wird Anführer seiner Klasse, bevor er 1940 nach Tokio flüchtet, um sich dort der Kawada-Familie anzuschließen, stadtbekannten Yakuzas. 1942 wird er wegen Körperverletzung verhaftet und nach einem Jahr Jugendhaft entlassen. Während der Gefangenschaft lernt er u. a. Kozaburo Imai kennen, einen befreundeten Ganoven.
Der Film setzt unmittelbar nach Kriegsende im von den USA besetzten Tokio an. In der Millionenmetropole patrouillieren amerikanische Besatzungstruppen, während sich die ehemaligen chinesischen Sklaven nach ihrer Befreiung als Sieger des Krieges fühlen und ihren angestauten Hass gegen die Japaner entladen. Organisierte einheimische Banden bekriegen sich, während einige Yakuzagrößen vergeblich versuchen in der Politik Fuß zu fassen.

### Aufstieg und Fall
Tokio 1946. Der Schläger und Draufgänger Rikio Ishikawa erobert aufgrund seiner anfänglichen bedingungslosen Loyalität in den Wirren der Nachkriegszeit einen gehobenen Platz innerhalb der Yakuza-Hierarchie. Als Teil einer großen Bande kontrolliert er gemeinsam mit weiteren Mitgliedern der kriminellen Organisation den Schwarzmarkt-Handel in Shinjuku, einem Bezirk Tokios. Seine häufigen und extremen Gewaltexzesse verschaffen ihm schnell den Ruf eines brutalen Gangsters, der die alteingesessenen Clans durch seine Rücksichtslosigkeit ins Chaos stürzt. Seine in Eigenregie verübten Gewaltorgien verstoßen gegen die strengen Vorschriften der Yakuza und die Ehrenkodizes.
Die Gewalttaten richten sich zunächst gegen die wiedererstarkten Chinesen, später gegen Mitglieder anderer Yakuza-Familien. Als sich sein respektloses Verhalten schließlich sogar gegen den eigenen Paten und dessen Gefolgsleuten richtet, beginnt sein unvermeidlicher Fall. Er wird zum Ausgestoßenen. Wegen seines unverzeihlichen Vergehens wird Ishikawa – der hofft selbst einmal Pate zu werden – zum Freiwild erklärt; seine Karriere scheint beendet. Um der Rache der Yakuza zu entgehen, stellt Ishikawa sich schließlich der Justiz. Als er nach 18-monatiger Haftzeit aus dem Gefängnis gelangt, treibt ihn sein strikter Konfrontationskurs zu weiteren Verstößen, die letztlich zu einer zehnjährigen Verbannung aus der Tokioter Unterwelt führen.
Mit Hilfe der zierlichen Chieko, die für ihn als gefügige Geisha Geld heranschafft, nutzt Ishikawa sein erzwungenes Exil in Osaka zur Vorbereitung einer blutigen Wiederkehr. Der an Tuberkulose erkrankte Schläger greift in der Fremde erstmals zu harten Drogen, die ihn fortan selbstzerstörerisch in ihren Bann ziehen. Nach einem Jahr Verbannung kehrt Ishikawa gemeinsam mit einem befreundeten Junkie, Katsuji Ozaki, nach Tokio zurück, wo er sich gegen seinen ehemaligen Freund Imai auflehnt und ihn im Oktober 1949 nach einem Handgemenge tötet. Für den Mord wird er zu zehn Jahren Zwangsarbeit verurteilt, gelangt jedoch nach eingelegter Berufung zunächst gegen Kaution wieder auf freien Fuß. In dieser trügerischen Freiheit muss er miterleben, wie seine schwerkranke Gefährtin Chieko, die er erst später zu respektieren lernte, den Freitod wählt. Wenig später entgeht er nur knapp einem tödlichen Attentat von Mitgliedern seiner eigenen Familie. Am Ende des Films wird Ishikawas Berufung abgewiesen, er muss seine verbliebene Strafe verbüßen. Nach sechs Jahren Inhaftierung springt Ishikawa in selbstmörderischer Absicht vom Dach des Fuchu Gefängnisses.

## Hintergrund
Regisseur Kinji Fukasaku schuf Anfang der 1970er Jahre mit der fünfteiligen Yakuza-Filmreihe Jingi naki tatakai (仁義なき戦い) eine äußerst populäre Genreserie, woraufhin seine Filmproduktionsgesellschaft Tōei ihn bat, weitere Fortsetzungen zu realisieren. Fukasaku lehnte jedoch eine Fortführung der traditionellen Yakuzareihe ab und entwickelte einen Nachzügler im Lichte eigener Erfahrungen im Nachkriegs-Japan von 1946: Graveyard of Honor. Den Gangsterfilm besetzte er mit dem damals bekannten Darsteller Watari Tetsuya in der Rolle des Yakuza-Gangsters Rikio Ishikawa.
Die Inszenierung ist ein Wendepunkt in der filmischen Darstellung der Yakuza, die bisher bedingungslos ihrem Paten dienten und die Einhaltung des Verhaltenskodex (jingi) sowie dessen Umsetzung sicherstellten. Fukasakus Hauptdarsteller verrät aus missverstandenem Geltungsdrang jene „Gesetze“, wird so zu einem unkontrollierbaren Ausgestoßenen, der letztlich als gefährlicher Krimineller exzessiv lebt und zur Gefahr für die Gesellschaft als auch für die Yakuzas wird. Er besiegelt damit sein eigenes Schicksal.

## Auszeichnungen
Blue Ribbon Awards
- 1976: Auszeichnung in der Kategorie Beste Regie für Kinji Fukasaku

## Kritiken
Das Lexikon des internationalen Films schrieb, der Film sei ein „ebenso gewalttätiges wie präzise beobachtetes Porträt einer Gesellschaft, die zwischen Tradition und Aufbruch zerrieben“ werde. Die Produktion besteche vor allem durch „seinen Hauptdarsteller, aber auch seinen spröden Erzählduktus, der ansatzlos zwischen dokumentarischer Intimität und überdrehtem Actionkino“ changiere.